# Katterfelto

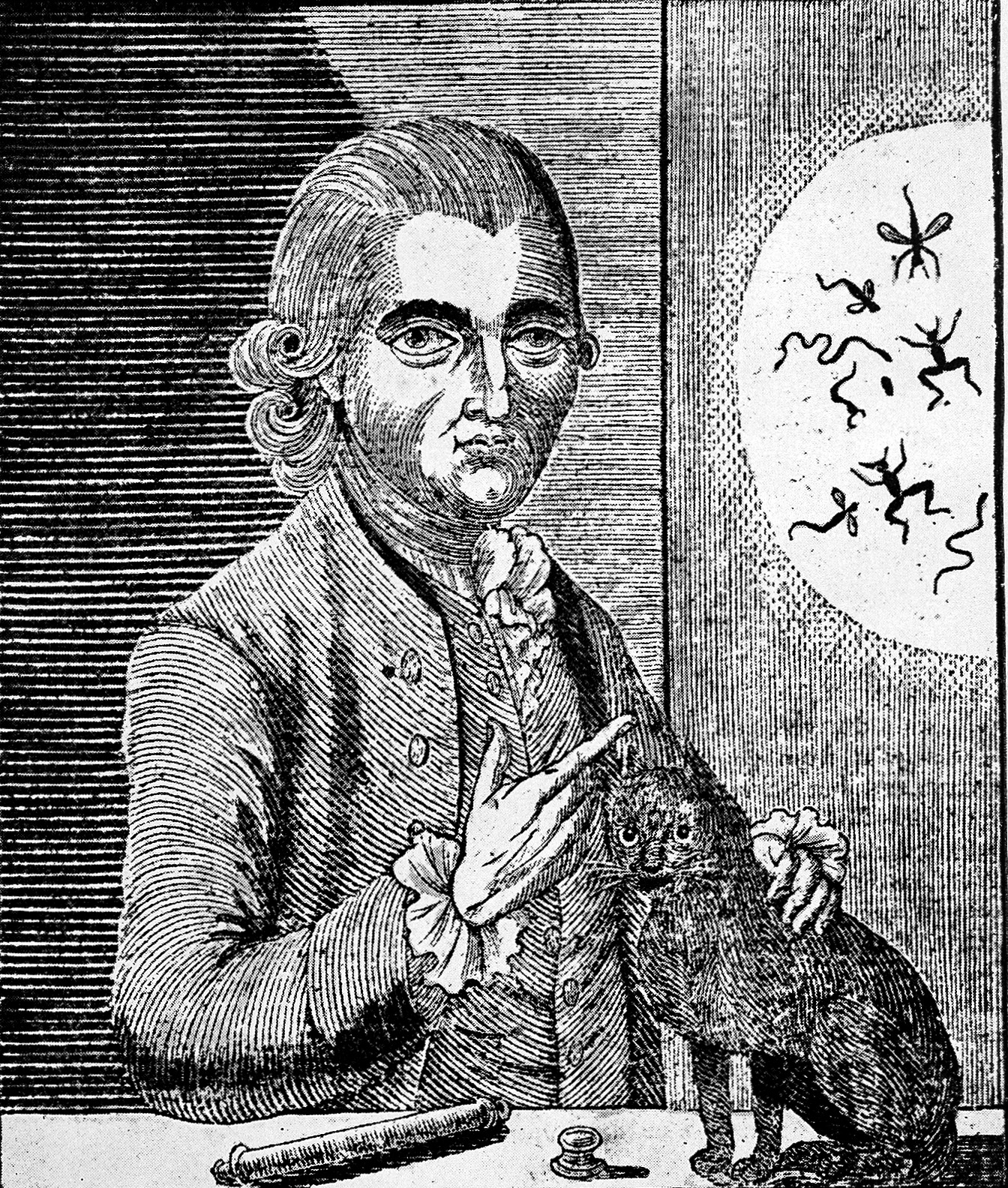
Gustav Katterfelto

Gustav Katterfelto (oder Katerfelto) (* um 1743 in Thüringen; † 1799 in Bedale) war ein deutscher Zauberkünstler, Quacksalber und Vortragskünstler der Naturphilosophie.

## Leben
Als Christian William Anthony Katterfelto kam er im September 1776 ins englische Kingston upon Hull und hielt sich von da an bis zu seinem Tod im Jahre 1799 in Großbritannien auf. In den Jahren 1780–84 trat er in London als Quacksalber auf. Dort erlangte er im Jahr 1782 im Zusammenhang mit der rasanten Ausbreitung einer Grippeepidemie große Berühmtheit, als er mit einem Sonnenmikroskop Bilder von Mikroben zeigte, die er als Ursache der Grippewelle auszumachen glaubte. Seine mit dem Mikroskop untersuchten „Insekten“ betitelte er mit den Worten „Wunder! Wunder! Wunder!“, die typischen Schlagworte seiner Werbekampagnen für seine zahlreichen Vorführungen und Experimente. Katterfelto referierte über Magnetismus, Elektrizität, und viele andere sensationellen Phänomene der damaligen wissenschaftlichen Forschung. Nach Bekanntwerden der ersten bemannten Luftfahrt des Naturforschers Jean-François Pilâtre de Rozier und des Offiziers François d’Arlandes in einem Heißluftballon der Gebrüder Montgolfier behauptete Katterfelto gar, sich bereits fünfzehn Jahre zuvor anlässlich des Geburtstages der Zarin Katharina II. in Sankt Petersburg in die Lüfte bewegt zu haben. Zweifellos war Katterfelto ein erfahrener Zauberkünstler, der bei seinen Vorführungen geheimnisumwitterte Andeutungen zu machen pflegte, dass seine Zauberkräfte eines dämonischen Ursprungs herrührten. Er erhielt mehrere Gelegenheiten zu Vorführungen seiner Experimente vor der königlichen Familie. Der englische Dichter William Cowper bezieht sich in seiner Dichtung u. a. auf Katterfelto.